# 小彤
小彤（Alice Yang，1964年9月27日－），原名楊美惠，台灣作家、電視廣播主持人。皇冠文化將她和張曼娟、張小嫻、吳淡如併稱為「文壇四大天后」。 高中就讀台南女中，畢業於輔仁大學新聞學系，並擁有銘傳大學傳播管理研究所碩士及國立臺灣大學EMBA商學雙碩士學位。目前現任愛玩美診所執行長、馬可孛羅公關顧問管理有限公司總經理、台緬經貿文化協會副理事長。2012年曾主演陰道獨白舞台劇 聲援受暴女性。2022年由時報出版公司推出4本「小彤的愛情短篇系列」回歸文壇。2024年2月底經台大醫院檢查確診罹患胰臟癌，並接受惠普手術及12次化療。治療期間開設Youtube頻道「作家小彤的抗癌生活紀 錄」與觀眾分享抗癌過程。

## 寫作生涯
1994年受中國時報主編陳汶彬賞識，應邀撰寫中國時報「情歌故事」、「情人看招」專欄。隨後，她推出的第一本書「情人看招」連續三年進入暢銷書排行榜，並被評選為「年度最有影響力十大作家」之一。
2022年10月11日，將過去最受歡迎的四本愛情短篇小說重新改寫，於時報出版公司推出「小彤的愛情短篇系列」，包括《當傷心落下，讓我為你撐傘》、《心碎沒關係，至少我學會離別》、《即使世界如冰雪，我也要用盡全力擁抱你》和《我在時間盡頭，守候你》四部作品。《心碎沒關係，至少我學會離別》曾於預購期間登上排行榜。

## 演藝事業
因累積高人氣，受邀於中視「非常男女」擔任特別來賓，並因其幽默犀利的特色被評為 「最佳女來賓」之一。
而後開始大量主持廣播、電視節目，並巡迴各大專院校演講。
補習班轉讓後旅居東京半年，返國後應中國時報、聯合報兩大報邀請撰寫專欄，並主持廣播 電視節目，因而活躍於活躍於演藝與媒體圈。

## 創業
大學畢業後，曾擔任財經記者一年，並從與企業家的採訪中獲得創業靈感。
隨後，她以 14 萬元創辦升學補習班，並在五年內於北中南部開設四家分校，5 年內淨賺逾 6000 萬。
90 年代，因應科技業友人的需求，小彤透過人脈協助舉辦記者會，之後創辦了馬可孛羅公關 公司，於 2000 年轉型專注醫療公關領域。 
2008 年，小彤創立了愛玩美醫美診所，專注於微整形並聘用專業教學醫師。

## 房產投資
2012 年，小彤將公關公司及診所的收益大部分投入房地產，專注於市中心區域、只買不賣， 認為「房地產是資產配置，不能拿來炒作」，堅持不炒房賺取差價，曾說「十幾年來，沒有 一塊錢是炒房賣房而來的」。
2014 年，小彤因建商朋友資金短缺，投入鉅資參與「台大傳奇」都更建案。 
2020 年新冠疫情期間，透過 Google Maps 及視訊方式，購買了兩戶位於東京的中古屋，擴展 了她的海外房地產布局。
2023 年疫情趨緩，儘管東京房價大幅上漲，小彤仍斥資 2 億多日圓於東京置產，依舊堅持 「只買不賣」的原則。

## 婚姻與家庭
2003 年 10 月 31 日小彤與文化大學教授李志仁於蓮田飯店舉辦金色埃及主題婚禮，兩人身著 埃及王與埃及王妃造型進行「黃金遊戲」，藝人羅璧玲（羅霈穎）、林鳳英、徐尚懿、市議員 秦儷舫、趙婷擔任伴娘，中廣董事長趙守博、馬英九、立委游月霞、藝人吳宗憲、董至成等 邀請政商藝界人士參與。
2004 年 7 月 22 日女兒足月胎死腹中 ，2006 年 3 月 28 日生下女兒李若瑀。 
2008 年自由時報影劇版頭條爆出與老公分居 ，翌日夫妻偕手駁斥婚姻亮紅燈傳言，經蘋果日報及自由時報影劇版頭條澄清兩人感情仍舊甜蜜，婚姻並無生變。

## 出版著作

### 散文系列
| 年份   | 書名             | 出版社   | ISBN               |
| ------ | ---------------- | -------- | ------------------ |
| 1996年 | 《親愛的，看招》 | 希代     | ISBN 9789578085077 |
| 1996年 | 《真愛頑皮書》   | 希代     | ISBN 9789578085077 |
| 1997年 | 《新情人看招》   | 遠流     | ISBN 9789573228981 |
| 1997年 | 《戀愛高手》     | 元尊文化 | ISBN 9789578399389 |
| 2003年 | 《一定要泡湯》   | 匡邦     | ISBN 9789574554010 |
|        | 《愛，不愛》     | 喝采     |                    |

### 小說系列
| 年份   | 書名                                     | 出版社       | ISBN               |
| ------ | ---------------------------------------- | ------------ | ------------------ |
| 1995年 | 《情歌心情》                             | 皇冠         | ISBN 9789573311799 |
| 1996年 | 《愛情精靈不想睡》                       | 希代         | ISBN 9789578085541 |
| 1997年 | 《女人，不必等愛》                       | 希代         | ISBN 9789578087675 |
| 1998年 | 《Call個愛情密碼》                       | 皇冠         | ISBN 9789573315902 |
| 1999年 | 《今夜新宿不下雪》                       | 皇冠         | ISBN 9789573316312 |
| 1999年 | 《愛情，是一首動人的歌》                 | 美麗人生文化 | ISBN 9789573076346 |
| 2000年 | 《擁抱愛情不流淚》                       | 美麗人生文化 | ISBN 9789573076339 |
| 2022年 | 《心碎沒關係，至少我學會離別》           | 時報出版     | ISBN 9786263359123 |
| 2022年 | 《當傷心落下，讓我為你撐傘》             | 時報出版     | ISBN 9786263359390 |
| 2022年 | 《我在時間的盡頭，守候你》               | 時報出版     | ISBN 9786263359031 |
| 2022年 | 《即使世界如冰雪，我也要用盡全力擁抱你》 | 時報出版     | ISBN 9786263359512 |

### 幽默系列
| 年份   | 書名                         | 出版社       | ISBN               |
| ------ | ---------------------------- | ------------ | ------------------ |
| 1998年 | 《淘氣小彤子》               | 元尊文化     | ISBN 9789578399877 |
| 1998年 | 《淘氣小彤子2─別鬧了小彤子》 | 元尊文化     | ISBN 9789578286238 |
| 1999年 | 《淘氣小彤子3─小彤子鬧翻天》 | 美麗人生文化 | ISBN 9789579799447 |
| 2000年 | 《淘氣小彤子4─小彤子黑皮書》 | 美麗人生文化 | ISBN 9789573095699 |

### 勵志系列
| 年份   | 書名                 | 出版社   | ISBN               |
| ------ | -------------------- | -------- | ------------------ |
| 1997年 | 《快樂上班魔法書》   | 希代     | ISBN 9789577167392 |
| 1998年 | 《因為愛，我存在》   | 希代     | ISBN 9789578088931 |
| 2000年 | 《打開你的幸福開關》 | 風華     | ISBN 9789573095668 |
| 2001年 | 《愛情的十種智慧》   | 匡邦     | ISBN 9574550834    |
| 2002年 | 《啟動愛情第一步》   | 匡邦     | ISBN 9789574551866 |
| 2004年 | 《SMART結婚有一套》  | 和平圖書 | ISBN 9789622383913 |

## 主持節目

### 電視節目
| 年份 | 頻道                                                        | 節目         | 備註       |
| ---- | ----------------------------------------------------------- | ------------ | ---------- |
|      | 八大電視台                                                  | 大老婆俱樂部 | 主持人     |
|      | 華衛                                                        | 非常女人     | 主持人     |
|      | 台衛                                                        | 女人心       | 主持人     |
|      | 台音台（週六上午11：00~12：00） 緯來（週六下午1：30~2：00） | 健康生活館   | 主持人     |
|      | 台灣藝術台                                                  | 全民服務讚   | 主持人     |
|      | 中天電視台                                                  | 快樂周末派   | 主持人     |
|      | 民視                                                        | 非常生活     | 單元主持人 |

### 廣播節目
| 年份          | 廣播頻道     | 節目           | 備註                                           |
| ------------- | ------------ | -------------- | ---------------------------------------------- |
| 1995年-1996年 | 人人電台     | 台北午夜場     | 名電視製作人張富製作                           |
| 1996年        | 台北之音     | 台北新樂園     | 與藍心湄聯合主持                               |
| 1995年-1996年 | 中廣流行網   | 周末夜未眠     |                                                |
| 1995年-1997年 | 中廣流行網   | 月光曲         |                                                |
| 1997年-1998年 | 飛碟電台     | 周末飛碟晚餐   | 與秦晴（台北市議員）搭檔主持                   |
| 1998年-2000年 | 中廣流行網   | 夢公園         |                                                |
| 1998年        | 正聲電台     | 美麗天蠶變     |                                                |
| 1998年        | 正聲電台     | 健康百分百     |                                                |
| 1999年-2001年 | 中廣流行網   | 親愛的我找到了 | 與眭澔平搭檔主持                               |
| 2000年        | 全民電台     | 天天七點檔     |                                                |
| 2001年        | 正聲電台     | 文化生活客棧   | 正聲電台專為角逐2002年廣播金鐘獎特別製作之節目 |
| 2000年-2002年 | 中廣流行網   | 天天爽e下      | 與陳凱倫、KK彭偉華搭檔主持                     |
|               | 台中天天電台 | 彤言彤語       |                                                |
|               | 台中天天電台 | 天天女人心     |                                                |
|               | 雲嘉電台     | 雲嘉夜未眠     |                                                |
|               | 桃園廣播電臺 | 女人14點       |                                                |
|               | 中廣流行網   | 美麗人生       |                                                |
|               | 中廣流行網   | 幸福女人香     |                                                |

## 綜藝節目
| 年份 | 頻道 | 節目       | 備註     |
| ---- | ---- | ---------- | -------- |
|      | 中視 | 非常男女   | 固定來賓 |
|      | 三立 | 電視大銀行 | 固定來賓 |
|      | 三立 | 婆媳當家   | 固定來賓 |

## 外部連結
- 兩性作家小彤的Facebook專頁 （页面存档备份，存于）
- 作家小彤的Instagram帳戶